# Clarkrange
Clarkrange es un lugar designado por el censo ubicado en el condado de Fentress en el estado estadounidense de Tennessee. En el Censo de 2010 tenía una población de 575 habitantes y una densidad poblacional de 21,86 personas por km².

## Geografía
Clarkrange se encuentra ubicado en las coordenadas 36°11′9″N 85°0′35″O / 36.18583, -85.00972. Según la Oficina del Censo de los Estados Unidos, Clarkrange tiene una superficie total de 26.3 km², de la cual 26.3 km² corresponden a tierra firme y (0%) 0 km² es agua.

## Demografía
Según el censo de 2010, había 575 personas residiendo en Clarkrange. La densidad de población era de 21,86 hab./km². De los 575 habitantes, Clarkrange estaba compuesto por el 99.65% blancos, el 0% eran afroamericanos, el 0% eran amerindios, el 0% eran asiáticos, el 0% eran isleños del Pacífico, el 0.17% eran de otras razas y el 0.17% pertenecían a dos o más razas. Del total de la población el 1.22% eran hispanos o latinos de cualquier raza.